# Amadeu Ferreira
Amadeu José Ferreira (Sendim, 29 de julio de 1950 - Lisboa, 1 de marzo de 2015) fue un profesor,  abogado y escritor portugués que trabajó por la revitalización del mirandés.
Formado académicamente en el ámbito del Derecho, en el que también publicó textos como Homicídio Privilegiado o Direito dos Valores Mobiliários, su obra principal se centra en la lengua mirandesa. En su producción poética figuran Cebadeiros, Ars Vivendi / Ars Moriendi y Norteando. En prosa publicó La bouba de la Tenerie / Tempo de Fogo, Cuntas de Tiu Jouquin, Lhéngua Mirandesa - Manifesto an Forma de Hino y Ditos Dezideiros / Provérbios Mirandeses.
Tradujo al mirandés obras de diversos tipos. Tradujo obras de Horacio, Virgilio y Cátulo, y clásicos de la literatura en portugués como Os Lusiadas, de Camoēs; o Mensagem, de Pessoa. También tradujo los cuatro Evangelios y dos volúmenes de Astérix.
Dentro del ámbito cultural y lingüístico, presidió la Asociación de Lengua y Cultura Mirandesas, así como de la Academia de Letras de Tras-os-Montes. Además fue vicepresidente de la Comisión del Mercado de Valores Mobiliarios portuguesa miembro del Consejo General del Instituto Politécnico de Braganza y profesor invitado de la Facultad de Derecho de la Universidad Nueva de Lisboa. En 2004 fue nombrado comendador de la Orden del Mérito de la República Portuguesa. Fue diputado en la II legislatura de la Asamblea de la República Portuguesa.
Falleció de cáncer en la ciudad de Lisboa, donde residía desde 1981.